# KTS (Frajburg)
Autonomni centar KTS (skraćeno od Kulturtreff in Selbstverwaltung) je institucija potkulture i autonomne scene u Frajburgu, Nemačka. 
KTS je nastao 1994. skvotiranjem stara kasarna francuske vojske „Vaubangelände“. Posle iseljenja Vaubana od strane gradske vlade, KTS je našao novi prostor 1988. skvotiranjem zgrade nemačke železnice, gde se i danas tu nalazi. Postignut je dogovor sa vlastima, koji je trajao do 2004. kada je železnica odbila da produži zakup. Usledili su protesti, svirke i razne akcije i ugovor je produžen do 2007. 
U KTS-u je u julu 2006. održano dešavanje pod nazivom D.I.Y. against the state („Uradi sam protiv države“) koje je uključivalo umetnike, aktiviste, skvotere i žurku povratimo ulice. 
KTS vodi registrovano udruženje za razvoj potkulture „KTS-Ini“. 

## Spoljašnje veze
- Zvaničan sajt KTS
- Архивирано на веб-сајту  (3. јул 2010)